# Nor Lípez
Nor Lípez is een provincie in het departement Potosí in Bolivia.
De provincie is een van de zestien provincies in het departement. Het ligt tussen 20° 27' en 22° 01' zuiderbreedte en tussen 66° 18' en 68° 35' westerlengte. De provincie strekt zich 270 km uit van oost naar west en 210 km van noord naar zuid. De oppervlakte is 20.892 km², iets kleiner dan België.
De provincie wordt omringd door de provincies Antonio Quijarro en Daniel Campos in het noorden, Sud Chichas in het oosten, Enrique Baldivieso en Sud Lípez in het zuiden en de republiek Chili in het westen.

## Demografie
Belangrijkste talen in het gebied zijn Quechua en Spaans met beide 89%.
Uit volkstellingen is op te maken dat de bevolking is gegroeid van 8320 inwoners in 1992 naar 10.460 in 2001, een groei van 25,6%. Van de bevolking heeft 96% geen toegang tot elektriciteit en 93% leeft zonder sanitaire voorzieningen. 61% werkt in de landbouw, 95 in de mijnbouw, 2% in de industrie en 28% in dienstverlening. 90% van de bevolking is katholiek en 6% evangelisch.

## Bestuurlijke indeling
Nor Lípez is verdeeld in twee gemeenten:
- Colcha „K“
- San Pedro de Quemes

Alonso de Ibáñez · 
Antonio Quijarro · 
Bernardino Bilbao · 
Charcas · 
Chayanta · 
Cornelio Saavedra · 
Daniel Campos · 
Enrique Baldivieso · 
José María Linares · 
Modesto Omiste · 
Nor Chichas · 
Nor Lípez · 
Rafael Bustillo · 
Sud Chichas · 
Sud Lípez · 
Tomás Frías